# Sommarön, Lovisa
Sommarön är en halvö i Finland.   Den ligger i landskapet Nyland, i den södra delen av landet, 60 km öster om huvudstaden Helsingfors. Sommarön ligger på ön Stadslandet.